# Zeche Paul
Die Zeche Paul ist ein ehemaliges Steinkohlenbergwerk in Essen-Werden-Fischlaken. Das Bergwerk ist auch unter dem Namen Zeche Paul & Aline bekannt.

## Geschichte

### Die Anfänge
Am 20. Januar des Jahres 1763 erfolgte die Belehnung durch den Abt von Werden. Ab dem Jahr 1765 wurde mit Abbau der Kohlen im Stollenbau begonnen. Am 28. Februar des Jahres 1783 erfolgte die erneute Verleihung durch den Abt von Werden. Im Jahr 1802 war ein tonnlägiger Schacht in Betrieb. Im Jahr 1825 wurde mit der Auffahrung eines Tiefen Stollens begonnen. Das Mundloch des Stollens befand sich am Hardenbergufer östlich vom heutigen Haus Scheppen. Der Stollen, der ab dem Jahr 1828 als Stollen Franz bezeichnet wurde, wurde aus dem Ruhrtal in südwestlicher Richtung aufgefahren. Noch im selben Jahr ging das Bergwerk in Betrieb. Im Jahr 1827 wurde im Hespertal mit den Teufarbeiten für den Schacht Wilhelm begonnen. Im Jahr 1829 wurde das Bergwerk nur zeitweise und in geringem Umfang betrieben. Ab dem Jahr 1830 wurde das Bergwerk in Fristen gelegt. Ab Dezember des Jahres 1834 wurden die Arbeiten im Stollen Franz wieder aufgenommen. Im Jahr 1836 wurde eine Vertragsgemeinschaft mit der Zeche Vereinigte Hippe gebildet. Zweck dieser Vertragsgemeinschaft war der weitere Betrieb des Tiefen Stolln Franz. Im Jahr 1840 wurden Vorrichtungs- und Versuchsarbeiten getätigt. Nachdem das Stollenort des Tiefen Stollens 40 Lachter westlich vom Hesperbach stand, wurde die Vertragsgemeinschaft mit der Zeche Vereinigte Hippe wieder aufgekündigt. Die gesamte Länge des Stollens betrug nun 436¼ Lachter. Im Jahr 1842 erhielt der Schacht Wilhelm einen handbetriebenen Göpel. Unter Tage wurden die Ausrichtungs- und Vorrichtungsarbeiten weiter durchgeführt. Im darauffolgenden Jahr wurde mit der Gewinnung begonnen.

### Die weiteren Jahre
Im Jahr 1850 diente der Schacht Wilhelmine auch für die Förderung der Zeche Aline. Neben dem Schacht Paul war zu diesem Zeitpunkt auch ein tonnlägiger Wetterschacht vorhanden. Am 23. September desselben Jahres wurde das Längenfeld Paul verliehen. Ab dem Jahr 1855 lag das Bergwerk erneut in Fristen. Am 23. September des Jahres 1856 wurde das Längenfeld Paul II verliehen. Zwischen den Jahren 1860 und 1865 lag das Bergwerk in Fristen. Ab dem Jahr 1866 war das Bergwerk wieder in Betrieb. Im Jahr 1868 wurde die Zeche Heinrich übernommen. Im Jahr 1880 erreichte der Schacht Wilhelmine eine Teufe von 174 Metern unterhalb der Stollensohle. Im Jahr 1881 wurde das Feld Heinrich an die Zeche Richradt abgegeben. Ab dem Jahr 1885 wurde über den Schacht Wilhelmine auch die Förderung der Zeche Nöckerskottenbank getätigt. Im Jahr 1892 waren drei Schächte vorhanden, ein tonnlägiger Förderschacht und zwei Wetterschächte. Die 1. Sohle lag bei einer flachen Teufe von 134 Metern (112 Meter seiger) und die 2. Sohle bei 200 Metern flach (162 Meter seiger). Zum Grubenfeld gehörten die Felder Aline, Schinkenbank sowie Paul und Paul II. Diese Felder wurden in den Folgejahren über die 2. Sohle erschlossen. Die Betriebsgebäude befanden sich am Scheppener Weg in der Nähe des heutigen Bergfriedhofs. Im Jahr 1897 fand auf dem Bergwerk regelmäßiger Betrieb statt. Das Bergwerk gehörte zu dieser Zeit zum Bergrevier Werden. Im Jahr 1900 waren zwei tonnlägige Schächte in Betrieb. Der Abbau im Feld Nöckersbank war zu diesem Zeitpunkt unbefriedigend. In nachfolgenden Jahren kam es wiederholt zu starken Wassereinbrüchen, sodass der Betrieb des Bergwerks eingeschränkt wurde.

### Die letzten Jahre
Im Jahr 1902 wurde die 2. Sohle abgeworfen und soff ab. Der Abbau konzentrierte sich von nun an auf die 1. Sohle. Im Jahr 1903 wurde ein Feldesteil von der Zeche Richradt abgebaut. Im Jahr 1904 stand auch die 1. Sohle unter Wasser, der Abbau wurde nun oberhalb der 1. Sohle durchgeführt. Noch vor dem Jahr 1909 wurde die stillgelegte Zeche Nöckerskottenbank übernommen. Am 13. März des Jahres 1911 wurde die Zeche Paul aufgrund hoher Wasserzuflüsse stillgelegt. In den Jahren 1917/18 wurde in dem Feld des Bergwerks von der Zeche Olga weiter abgebaut. Im Jahr 1924 wurde das Bergwerk, nach wenigen Jahren Betriebszeit, endgültig stillgelegt.

## Förderung und Belegschaft
Die ersten bekannten Förderzahlen stammen aus dem Jahr 1840, in diesem Jahr wurden 471 ½ preußische Tonnen Steinkohle gefördert. Im Jahr 1842 wurden 949 preußische Tonnen Steinkohle gefördert. Im Jahr 1845 wurden 33.988 Scheffel Steinkohle gefördert. Die ersten bekannten Belegschaftszahlen des Bergwerks stammen aus dem Jahr 1867, in diesem Jahr waren 21 Bergleute auf dem Bergwerk beschäftigt. Die Förderung betrug in diesem Jahr rund 3900 Tonnen Steinkohle. Im Jahr 1870 wurden 3141 Tonnen Steinkohle gefördert, die Belegschaftsstärke betrug 16 Beschäftigte. Im Jahr 1876 wurden mit 13 Beschäftigten 2612 Tonnen Steinkohle gefördert. Im Jahr 1879 waren 30 Beschäftigte auf dem Bergwerk die Förderung lag bei 6534 Tonnen Steinkohle. Im Jahr 1881 förderten 33 Beschäftigte 5069 Tonnen Steinkohle. Im Jahr 1885 wurden 11.337 Tonnen Steinkohle gefördert, die Belegschaftsstärke lag bei 51 Beschäftigten. Im Jahr 1890 wurden von 63 Beschäftigten 17.748 Tonnen Steinkohle gefördert. Im Jahr 1895 lag die Förderung bei 14.788 Tonnen Steinkohle, die Belegschaftsstärke betrug 61 Beschäftigte. Im Jahr 1900 wurden mit 75 Beschäftigten 16.208 Tonnen Steinkohle gefördert. Im Jahr 1905 wurden 10.552 Tonnen Steinkohle gefördert, die Belegschaftsstärke betrug 45 Beschäftigte. Im Jahr 1910 wurden von 36 Beschäftigten 8949 Tonnen Steinkohle gefördert. Im Jahr 1924 wurden mit 104 Beschäftigten eine Förderung von 18.501 Tonnen Steinkohle erzielt.